# Niels Laurits Høyen

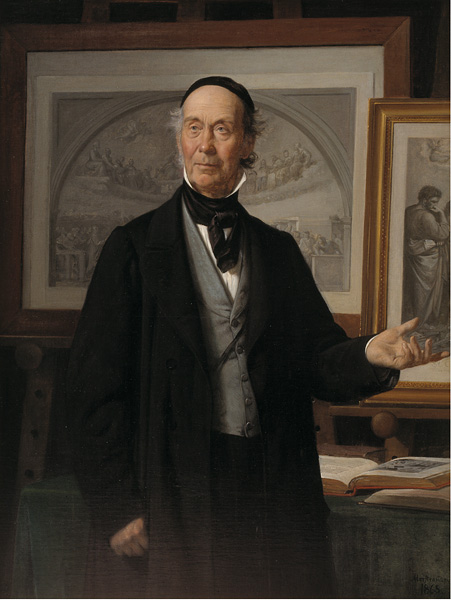
Wilhelm Marstrand: Niels Laurits Høyen

Niels Laurits Høyen (* 4. Juni 1798 in Kopenhagen; † 29. April 1870 in Kopenhagen) war ein dänischer Kunsthistoriker. Mit seinen nationalistischen Positionen nahm bedeutenden Einfluss auf die dänische Kunst des Goldenen Zeitalters und die dänische Kunstgeschichte im 19. Jahrhundert. Die einseitige Förderung national orientierter Künstler brachte ihm den Vorwurf ein, nicht die gesamte dänische Kunst zu repräsentieren.

## Leben
Høyen wurde in Kopenhagen als Sohn des Destillateurs Anders Larsen Høyen und seiner Frau Inger Margrethe geboren.  Aus einfachen Verhältnissen stammend, genoss er eine Begabtenförderung. Ab 1816 studierte Jura, Theologie und Geschichte. Da Kunstgeschichte als Fach an der Universität noch nicht existierte, belegte er verschiedene Fächer Königlich Dänischen Kunstakademie. Er pflegte Beziehungen zu Künstlern wie Christoffer Wilhelm Eckersberg, Christian David Gebauer und Jens Peter Møller. Er war Mitbegründer des dänischen Studentenwerks und der Kunstvereinigung, betätigte sich als Mitherausgeber der Maanedsskrift for Litteratur (Monatszeitschrift für Literatur). 1822 unternahm er dreijährigen Studienreise durch Deutschland, Österreich und Italien.
Høyen interessierte sich besonders für die Kunst der Antike und der Renaissance. Nach seiner Rückkehr nach Kopenhagen 1825 hielt er zu diesen Themen Vorlesungen an der Kunstakademie. Mit seiner Ernennung zum Professor für Kunstgeschichte und Mythologie an der Akademie 1829 nahm er Einfluss auf die Entwicklung des Faches und prägte die Anschauungen zahlreicher dänischer Künstler. Mit staatlicher Unterstützung reiste er 1829 nach Kronborg, Lund, Lübeck, Holstein und Schleswig, um erhaltenswerte Kunst in den dänischen Provinzen zu katalogisieren. 1831 begann er eine Geschichte der dänischen Kunst zu verfassen. 1836 erlaubte ihm ein königliches Stipendium zu kunsthistorischen Forschungszwecken nach Paris zu reisen.
Er heiratete am 8. April 1832 Birgitte Westengaard.

## Einfluss auf das dänische Kunstleben
Høyen engagierte sich in den Wettbewerben der Kunstvereinigung, die sich den Themen der dänischen Landschaft und Architektur widmeten. Künstler des Goldenen Zeitalters der Malerei wie Christen Købke, Jørgen Roed und Constantin Hansen profitierten von der damit verbundenen wirtschaftlichen Unterstützung. 1830 trat Høyen aus dem Verein aus, weil dieser zu wenig für Kopenhagener Sammlungen tat. 1839 wurde er Museumsinspektor (und 1865 Direktor) an der Königlichen Gemäldegalerie, dem heutigen  Statens Museum for Kunst. Hier schuf er eine öffentliche Sammlung, die jeder besichtigen konnte und sorgte regelmäßig für neue Ankäufe von prominenten Künstlern. Diese Kunstwerke betonten vor allem die dänische Natur, das dänische Volk und die nordische Mythologie. Sie stammten von Genrekünstler wie Frederik Vermehren, Julius Exner und Christen Dalsgaard sowie Landschaftsmaler wie Johan Thomas Lundbye oder P. C. Skovgaard.
Høyen nahm Einfluss auf den fortschreitenden Nationalismus unter der jüngeren Künstlergeneration, der er riet in der Heimat zu bleiben und nicht die üblichen Reisen nach Italien zu unternehmen. In einem epochalen und oft zitierten Vortrag aus dem Jahr 1844 Über die Bedingungen für die Entwicklung einer skandinavischen Nationalkunst sprach sich Høyen für die Verwandtschaft der skandinavischen Völker aus und wie ihre gemeinsame Geschichte die gewählten Motive der Künstler bestimmen sollte. Høyens größter Kritiker in diesen isolationistischen Ansichten war der Maler und Akademieprofessor Wilhelm Marstrand, der der Kunst jeden nationalen Charakter absprach. Auf der Weltausstellung in Paris 1878 schrieb ein Kritiker: nok er Danmark repræsenteret ved kunstnere, men ikke med kunst (Dänemark ist mit Künstlern gut vertreten, aber nicht mit Kunst).
Zur Förderung des Skandinavismus gründete er zusammen mit prominenten Bürgern und Politikern dieser Zeit 1847 die Gesellschaft für nordische Kunst, mit deren Hilfe er eine Sammlung mit besonderem skandinavischen Schwerpunkt aufbauen konnte. Regelmäßig schrieb er Kritiken über die Kopenhagener Kunstausstellungen und profilierte sich so als erster Kunstkritiker Dänemarks. 1856 wurde er zum ersten Professor für Kunstgeschichte an der Universität Kopenhagen ernannt.

## Vermächtnis
Nach Høyens Tod im Jahr 1870 wurde seine Kunstsammlung zwischen dem heutigen ARoS in Aarhus und dem Statens Museum for Kunst in Kopenhagen aufgeteilt. Seine Notizen von seinen Reisen durch Dänemark werden im Archiv des Dänischen Nationalmuseums aufbewahrt und dienen als Grundlage für ein nationales Verständnis der dänischen Kunstgeschichte. Nur Teile seiner Vorlesungen sind schriftlich überliefert, nur eine einzige ist publiziert. Seine Werke wurden von der Gesellschaft für nordische Kunst 1871–1876 veröffentlicht. Sein Vermächtnis als Kunsthistoriker und Kritiker wurde von Julius Lange weiterverfolgt, der kurz nach Høyens Tod dessen Positionen an der Akademie und der Universität übernahm.